# 奥平昌敦
奥平 昌敦（おくだいら まさあつ）は、豊前国中津藩の第2代藩主。中津藩奥平家6代。

## 生涯
享保9年（1724年）4月12日、中津藩初代藩主・奥平昌成の次男として中津で生まれる。元文2年（1737年）12月16日に従五位下・丹後守に叙位・任官され、寛保2年（1742年）6月1日に山城守に遷任される。延享3年（1746年）、父の死去により家督を継ぐ。
昌敦は宝暦改革といわれる藩政改革に着手し、倹約や奉行制度の制定、目付や目安箱の設置、宝暦札の発行、運上役所の設置と商業統制、宝暦2年（1752年）の61か条、宝暦4年（1754年）の27か条による農政改革などを行なった。また、幕命で江戸城門番を務め、延享4年（1747年）1月4日には大膳大夫に遷任されている。
宝暦8年（1758年）9月26日に江戸で死去した。享年35。跡を長男の昌鹿が継いだ。

## 系譜
- 父：奥平昌成（1694-1746）
- 母：松嶺院 - 沢渡氏
- 正室：菊子 - 心源院、牧野貞通の娘
  - 長男：奥平昌鹿（1744-1780）
  - 次男：池田喜生（1745-1813）
  - 三男：山野辺義風（1752-1791） - 山野辺義胤の養子